# 柳原博光
柳原博光（日语：／；1889年3月19日—1966年12月31日）為日本海軍軍人。最終階級為海軍中將。伯爵。原名為大原義質。

## 生涯
東京都出身。大原重朝伯爵的三男，柳原義光伯爵的養子。學習院畢業、1911年7月海軍機關學校(20期)優等畢業，隔年翌年12月任官海軍機關少尉。1917年12月成為海軍大學校機關學生，1919年12月畢業。
擔任過巡洋戰艦「伊吹」的分隊長、機關學校的教官等。從1922年5月起至1924年7月止派駐英國。回國後、歷任聯合艦隊參謀、機關學校教官、海大教官、日內瓦會議的隨員等職務。1927年12月、任海军省軍務局員，接著同局第3課長等職。1931年12月、昇進機關大佐擔任燃料廠製油部長。之後、歷任過軍需局第2課長、派駐美國職務為艦政本部造兵造船監督長、商工省燃料局第2部長等職務。1937年12月、進級海軍少将。
太平洋战争時擔任第1燃料廠長、1941年10月、晉升海軍中將。之後、擔任機關學校、1944年10月、機關學校與海軍兵學校合併後改名為「海軍兵學校舞鶴分校」，柳原就任分校長。同年12月、編入預備役。
之後、擔任帝國石油副總裁。1946年2月、養父去世接替承襲伯爵之位。

## 親族
- 養母 柳原花子，為海軍大將川村純義的女兒。